# Маурісіо Мансано
Маурісіо Мансано (ісп. Mauricio Manzano, нар. 30 вересня 1943, Сан-Сальвадор) — сальвадорський футболіст, що грав на позиції захисника.

## Кар'єра
У дорослому футболі дебютував виступами за команду «Атлетіко Марте», після чого виступав у клубах УЕС та ФАС. По завершенні ігрової кар'єри працював тренером.
У складі збірної був учасником чемпіонату світу 1970 року у Мексиці. На турнірі вийшов у першому матчі проти Бельгії (0:3), в якому отримав травму і був замінений, через що у наступних іграх участі не брав.